# Saint-Venantův princip
Saint-Venantův princip je jeden ze základních principů mechaniky poddajných těles. Princip je pojmenován po Adhémaru Jeanu Claude Barréovi de Saint-Venant a byl publikován v roce 1855.
Znění Saint-Venantova principu: „Nahradíme-li silovou soustavu působící v okolí bodu A jinou staticky ekvivalentní silovou soustavou v okolí bodu A, pak je napjatost tělesa pro oba zatěžovací stavy prakticky stejná s výjimkou blízkého okolí náhrady.“

## Důsledky aplikace Saint-Venantova principu
Aplikací Saint-Venantova principu vedou k významnému zjednodušení okrajových podmínek a zatížení v praktických aplikacích mechaniky.